# Наследницата (филм, 1949)
 Тази статия е за американския филм „Наследницата“ на Уилям Уайлър.  За други значения вижте Наследницата.  
„Наследницата“ (на английски: The Heiress) е американски игрален филм - драматичен романс, излязъл по екраните през 1949 година, режисиран от Уилям Уайлър с участието на Оливия де Хавиланд, Монтгомъри Клифт и Ралф Ричардсън в главните роли. Сценарият, написан от Рут Гоц и Аугъстъс Гоц, е адаптация по тяхна едноименна пиеса, която от своя страна е базирана на романа „Площад Вашингтон“ от 1880 година на Хенри Джеймс.

## Сюжет
Катрин Слоупър (Хавиланд) е срамежлива млада жена, копнееща за вниманието на отчуждения си богат баща, който не крие разочарованието си от нея. Когато тя среща чаровния Морис (Клифт), искрата на любовта веднага пламва. Баща ѝ обаче е на мнение, че ухажорът се интересува най-вече от евентуалното съблазнително наследство.

## В ролите
| Актьор             | Роля                             |
| ------------------ | -------------------------------- |
| Оливия де Хавиланд | Матрин Слоупър, наследницата     |
| Монтгомъри Клифт   | Морис Таунзънд, кандидат женихът |
| Ралф Ричардсън     | д-р Остин Слоупър, бащата        |
| Мириъм Хопкинс     | леля Лавиния                     |
| Мона Фрийман       | Мариан Алмонд                    |
| Ванеса Браун       | Мария                            |
| Бети Лайнли        | г-жа Монтгомъри                  |
| Рей Колинс         | Джеферсън Алмонд                 |
| Селена Ройъл       | Елизабет Алмонд                  |
| Пол Лийс           | Артър Таунзънд                   |
| Хари Антрим        | г-н Абил                         |
| Ръс Конуей         | Куинтъс                          |
| Дейвид Търсби      | Гайър                            |

## Награди и номинации
„Наследницата“ е сред основните заглавия на 22-рата церемония по връчване на наградите „Оскар“, където е номиниран за отличието в цели 8 категории, включително за най-добър филм. Филмът печели 4 статуетки, в това число за най-добра главна женска роля за актрисата Оливия де Хавиланд, която е удостоена и със „Златен глобус“ в същата категория. През 1996 година, филмът е избран като културно наследство за опазване в Националния филмов регистър към Библиотеката на Конгреса на САЩ.